# Robert A. Neimeyer
Robert A. Neimeyer (* 18. Januar 1954) ist ein amerikanischer Psychologe, Psychotherapeut und Hochschullehrer.

## Leben
Nach dem Abschluss B.A. an der University of Florida folgte 1982 die Promotion Ph.D. an der University of Nebraska-Lincoln. Er lehrt seit 1983 als Professor für Klinische Psychotherapie an der University of Memphis, (Tennessee, USA), wo er zugleich therapeutisch in einer Praxis für Psychotherapie tätig ist.

## Forschungsschwerpunkte
- Psychotherapieforschung (Erforschung der Wirkungsweise, des Prozesses und des Ergebnisses von Psychotherapie)
- Psychologie der Trauer und des Verlusts
- Konstruktivistische Psychologie

## Mitarbeit in Fachverbänden
- American Psychological Association (APA) (Fellow of the Clinical Psychology Division)
- Association for Death Education and Counseling (ADEC)
- International Work Group for Death, Dying & Bereavement

## Werke (in Auswahl)

### Publikationen in Buchform
- (Hrsg.), Techniques of grief therapy. Assessment and intervention (= Series in Death, Dying, and Bereavement), New York, Routledge, 2015.
- (Hrsg.) mit Barbara.E.Thompson, Grief and the expressive arts. Practices for creating meaning, New York, Routledge, 2014.
- Konstruktivistische Psychotherapie (= Therapeutische Skills kompakt, Band 2), (Coaching fürs Leben), Paderborn 2013, ISBN 978-3-87387-837-2.
- Techniques of grief therapy. Creative practices for counseling the bereaved, New York, Routledge 2012, ISBN 978-0-415-80725-8.
- (Hrsg.), mit Darcy L. Harris, Howard R. Winokeur, Gordon F. Thornton, Grief and bereavement in contemporary society. Bridging research and practice, New York, Routledge 2011, ISBN 978-0-415-88481-5.
- The development of personal construct psychology, Lincoln, University of Nebraska Press 1985.
- (Hrsg.) mit F. R. Epting, Personal meanings of death. New York: Hemisphere 1984.

### Beiträge in Sammelwerken
- mit Evgenia Milman und Edith Maria Steffen, The Meaning in Loss Group: Principles, Processes and Procedures, In: Robert A. Neimeyer (Hrsg.), Techniques of Grief Therapy, Volume 3, Routledge 2017.
- mit Heidi M. Levitt, What´s Narrative Got to Do With It? Construction and Coherence in Accounts of Loss, in: John H. Harvey (Hrsg.), Eric D. Miller (Hrsg.), Loss and Trauma. General and Close Relationship Perspectives, ISBN 978-1-58391-013-9.
- Complicated grief: Assessment and intervention, In: J.Cook (Hrsg.), S. Gold (Hrsg.), C. Dalenberg (Hrsg.), APA handbook of trauma psychology, Washington, DC, 2016: American Psychological Association, ISBN 978-1-4338-2653-5.
- mit J. M. Holland, Bereavement in later life: Theory, assessment and intervention, In: B. T. Mast (Hrsg.), P. A. Lichtenberg (Hrsg.), Handbook of clinical geropsychology. Washington, DC, 2014: American Psychological Association,  ISBN 978-1-4338-1804-2.

### Zeitschriftenartikel
- mit Maria Luisa Martino, Daniela Lemmo, Ines Testoni, Erika Iacona und Laura Pizzolato, Anticipatory Mourning and Narrative Meaning-Making in the Younger Breast Cancer Experience: An Application of the Meaning of Loss Codebook., in: Behavioral Sciences, Jahrgang 12, 2022, Heft 4, S. 93, DOI:10.3390/bs12040093.
- Circumstances of the death and associated risk factors for severity and impairment of COVID-19 grief, in: Death Studies, Jahrgang 25, 21. Mai 2021, DOI:10.1080/07481187.2021.1896459.
- mit M. Woodward, A. Pickover, und M. Smigelsky, Questioning our questions: A constructivist technique for clinical supervision, in: Journal of Constructivist Psychology, 2015.
- mit P. Young-Eisendrath, Assessing a Buddhist treatment for bereavement and loss: The Mustard Seed Project, in: Death Studies, Jahrgang 39, 2015, S. 263–273.
- mit E. Piazza-Bonin, L.A. Burke, A. Young, M. McDevitt-Murphy, Disenfranchised grief following African American homicide loss: An inductive case study, in: Omega, Jahrgang 70, 2014, S. 369–392.
- mit J. M. Gillies, und E. Milman, The Grief and Meaning Reconstruction Inventory (GMRI). Initial validation of a new measure, in: Death Studies, Jahrgang 38, 2014, S. 207–216.
- mit L.A. Burke, Spiritual distress in bereavement. Evolution of a research program, in:  Religions, Jahrgang 5, 2014, S. 1087–1115.
- mit Dennis Klass und M. R. Dennis, A social constructionist account of grief. Loss and the narration of meaning, in: Death Studies, Jahrgang 38, 2014, S. 485–498.
- mit J. Cerel, J. L. McIntosh, M. Maple und D. Marshall, The continuum of "survivorship". Definitional issues in the aftermath of suicide, in: Suicide and Life-Threatening Behavior, Jahrgang 44, 2014, S. 591–600.
- mit J. Soderlund, Good grief. A contemporary orientation to bereavement counseling, in: New Therapist, Jahrgang 90, 2014, S. 6–14.
- mit Wendy G. Lichtenthal, Joseph M. Currier und Kailey Roberts, Cause of Death and the Quest for Meaning After the Loss of a Child., in: Death Studies, Jahrgang 37, 2013, S. 311–342, DOI:10.1080/07481187.2012.673533.
- mit Wendy G.Lichtenthal, Josef M. Currier, Kayley Roberts und Nancy Jordan Cause of Death and the Quest for Meaning After the Loss of a Child, in: Death Studies, Jahrgang 37, 2013, 311–342,[1]
- mit Wendy G. Lichtenthal und Laurie A. Burke, Religious Coping and Meaning-making following the Loss of a Loved One, in: Counseling & Spiritualite, 2011,[2]
- mit Laurie A. Burke, Michael M. Mackay, Jessica G. van Dyke Stringer, Grief Therapy and the Reconstruction of Meaning: From Principles to Practice, in: Journal of contemporary psychotherapy, 2009,[3]
- Lessons of loss: Meaning-making in bereaved college students, in: New Directions for Student Services, 2008[4]
- mit Scott A. Baldwin und James Gillies, Continuing Bonds and Reconstructingmeaning. Mitigating complicationsin bereavement, in: Death Studies, Jahrgang 30, 2006, S. 715–738.[5]
- Bereavement and the quest for meaning: Rewriting the stories of lost amf grief. in: Hellenic Journal of psychologie, Jahrgang 3, 2006, S. 181–188.[6]
- mit Betty Davis und Holly Prigerson, Mourning and Meaning, in: American Behavioual Scientist, Jahrgang 46, 2002, S. 235, DOI:10.1177/000276402236676.[7]